# Lithostege bachmutensis
Lithostege bachmutensis là một loài bướm đêm trong họ Geometridae.